# Glaucope de Wilson
Callaeas wilsoni
Espèce
Synonymes
- Callaeas cinerea wilsoni (Bonaparte, 1850)[2]
- Callaeas cinereus wilsoni (Bonaparte, 1850)[2]
- Callaeas wilsoni (Bonaparte, 1850)[2]

Statut de conservation UICN

 LC  : Préoccupation mineure
Le Glaucope de Wilson (Callaeas wilsoni) est une espèce de passereaux de la famille des Callaeidae.

## Description

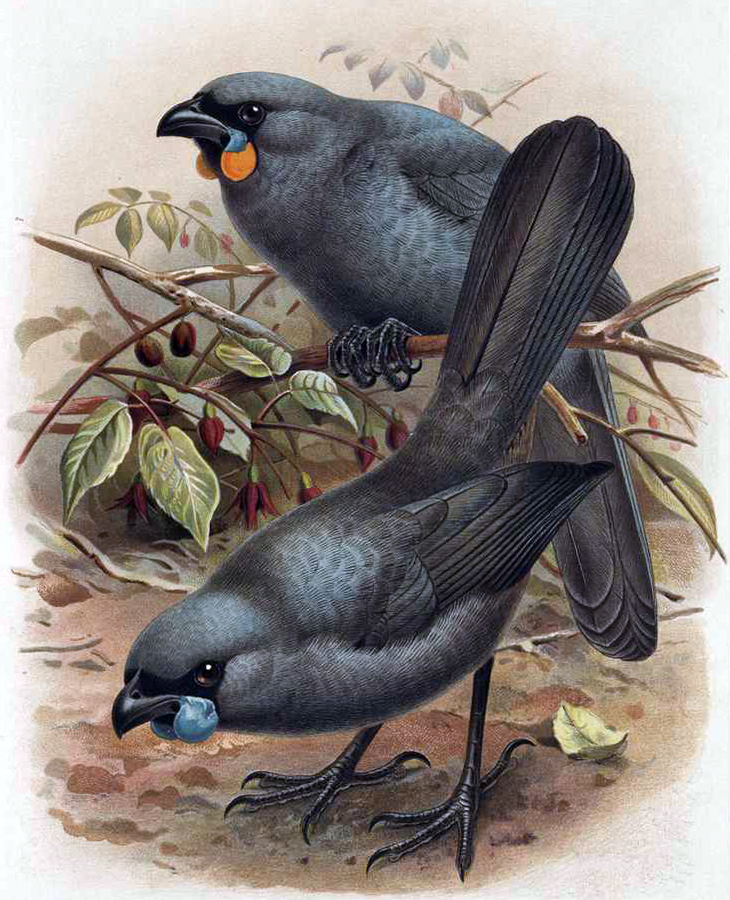
Glaucope de Wilson (dessin) en premier plan.

## Habitat
Il peuple de manière dissoute l'île du Nord.